# 잠상

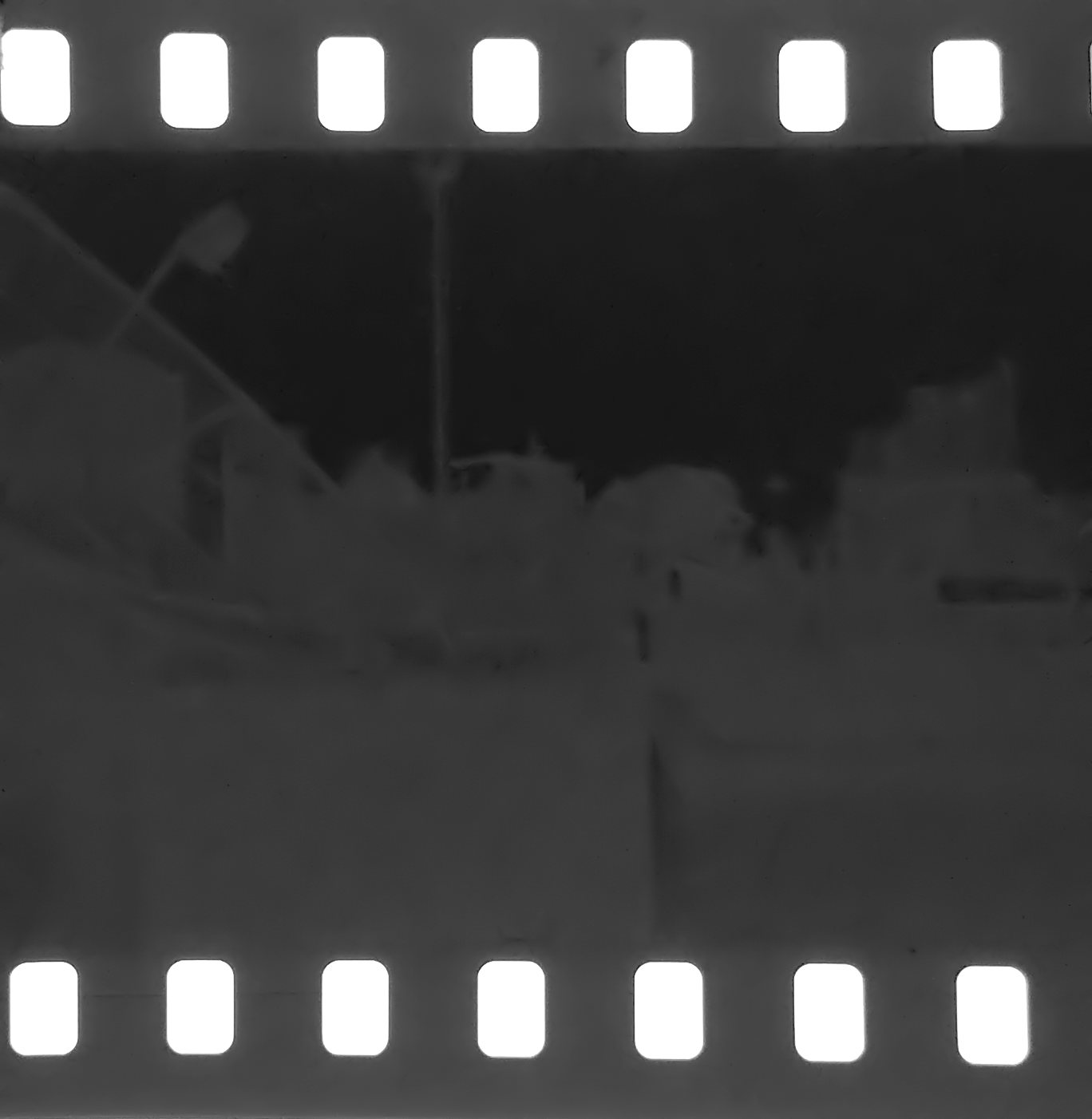
35mm 흑백 필름의 화학 처리 없이 대략 24 스톱으로 과노출된 상태.

잠상(潛像, Latent Image)는 사진술에서 감광 소자로 사용하는 필름이 빛에 반응하여 만들어내는 보이지 않는 상이다. 은을 사용하는 은염 감광 소자에서는 빛에 의한 광전자가 할로겐화은 입자를 환원시켜 원소의 형태로 뭉치도록 유도한다. 이렇게 유도된 은 원자의 집단은 화학적 현상 과정을 통해서 눈에 보이는 형태로 전환되어 인화가 가능한 상을 만든다. 상이 관찰되지 않는다는 점에서 광학 기구에서 다루는 허상과는 다르다.